# Hamiltoniauletes guadelupensis
Hamiltoniauletes guadelupensis is een keversoort uit de familie Rhynchitidae. De wetenschappelijke naam van de soort is voor het eerst geldig gepubliceerd in 1929 door Hustache.